# Куликовский сельсовет (Усманский район)
Куликовский сельсове́т — сельское поселение в Усманском районе Липецкой области. 
Административный центр — село Куликово.

## История
Административно-территориальная единица образована после октября 1917 г. в составе Куликовской волости Усманской волости. После укрупнения волостей в 1925 г. Куликовская волость со всеми сельсоветами вошла в состав Дрязгинской волости. 16 июля 1928 г. бывшая Дрязгинская волость была присоединена к Козловскому округу новообразованной Центрально-Чернозёмной области и преобразована в Дрязгинский район. С 1934 г. - в составе Воронежской области, с 1954 -  в Липецкой. После упразднения Октябрьского района в 1963 г. сельсовет вновь вошел в состав Усманского района.
В соответствии с законами Липецкой области №114-оз от 02.07.2004 и №126-оз от 23.09.2004 сельсовет наделён статусом сельского поселения, установлены границы муниципального образования.

## Население
| 2010  | 2012  | 2013  | 2014  | 2015  | 2016  | 2017  |
| ----- | ----- | ----- | ----- | ----- | ----- | ----- |
| 1507  | ↘1476 | ↗1484 | ↘1471 | ↘1453 | ↘1427 | ↘1407 |
| 2018  | 2021  |       |       |       |       |       |
| ↗1409 | ↘1370 |       |       |       |       |       |

## Состав сельского поселения
| № | Населённый пункт | Тип населённого пункта       | Население |
| - | ---------------- | ---------------------------- | --------- |
| 1 | Куликово         | село, административный центр | ↘1370     |